# Pastoor van Arskerk (Eindhoven)
De Pastoor van Arskerk (ook: Heilige Joannes Vianneykerk) is een voormalige rooms-katholieke parochiekerk aan de St. Philomenastraat 11 in de buurt Barrier, deel uitmakend van het Eindhovense stadsdeel Woensel.

## Geschiedenis
De kerk werd gebouwd in 1929. Architect was Martinus van Beek. Op 30 juli 1939 werd een groot deel van het dak weggerukt door een cycloon. Dit werd hersteld. Op 12 mei 2002 werd de laatste dienst in deze kerk gehouden, waarna ze werd onttrokken aan de eredienst. Uit het gebouw werd het orgel, het altaar en de kerkbanken verwijderd en de kerk deed vervolgens tijdelijk dienst als atelierruimte, totdat een definitieve herbestemming zou worden gevonden. In 2005 werd het gebouw verkocht aan de woningcorporatie "Woonbedrijf", welke doende was de gehele omliggende buurt te renoveren. De corporatie bouwde de binnenruimte van de kerk om tot opvang- en gezondheidscentrum, met behoud van het uiterlijk en de hoofdstructuur van de binnenruimte.

## Gebouw
De kerk is in modern-neogotische stijl gebouwde zaalkerk, waarbij het enorme zadeldak opvalt. De robuuste, vlakopgaande, rechthoekige bakstenen toren bevindt zich achter het koor. Deze is gedekt met een schilddak.
Het gebouw is geklasseerd als gemeentelijk monument.